# Gornja Velešnja
Gornja Velešnja est un village de la municipalité de Donji Kukuruzari (comitat de Sisak-Moslavina) en Croatie. Au recensement de 2011, le village comptait 73 habitants.